# Monte Sant'Angelo (Marche)
Monte Sant'Angelo già dalla tarda latinità chiamato "Mons Camillianum" (752 metri s.l.m.) è una montagna marchigiana sita nel comune di Arcevia, in provincia di Ancona.

## Geografia
Situato quasi al confine con l'Umbria, dalla sua cima, in giornate limpide, si riesce a vedere la Repubblica di San Marino, il Montefeltro, il monte Nerone, il monte Strega, il monte Catria, il monte Cucco, i monti Sibillini e il Gran Sasso. Il mare si visualizza da Rimini fino all'Ascolano.

## Storia del suo territorio
Il territorio nell'antichità faceva parte dell'Ager Gallicus e probabilmente sulla cima del monte erano poste le are sacre per i culti alle divinità di quelle antiche popolazioni. Dopo la battaglia di Sentinum (295 a.C.) iniziò nel territorio la penetrazione romana e le rovine della città, a poco più di un miglio dal monte e dal nome misterioso che gli eruditi hanno chiamato "Alba Picena", sono indice di sviluppo e benessere raggiunto. Infatti sono stati trovati importanti reperti archeologici: strade selciate, abitazioni con mosaici, acquedotti, soprattutto singolari fregi fittili di un tempio. Con la divisione dell'Italia fatta dall'imperatore Augusto il territorio fece parte della "Sexta Regio".
Invasa l'Italia dai Goti di Alarico (408 d.C.), a causa del continuo passaggio di eserciti durante la guerra gotica, che terminò con la morte del loro re Totila (552 d.C.) ferito gravemente sul campo di battaglia a Busta Gallorum e sepolto a Caprara di Gualdo Tadino, tutto andò in rovina; planctu luctuque ubicunque come dice lo storico longobardo Paolo Diacono.
I Longobardi guidati dal re Alboino, lasciata la Pannonia (568 d.C.), loro ultima sede fuori dell'Italia, cancellando dove passavano quasi del tutto le strutture civili e religiose lasciate dai Romani, fecero di Pavia la sede del loro regno. Nel centro Italia invece formarono il Ducato di Spoleto (570 d.C.) di cui una delle dieci sedi di Gastaldo (simile a un prefetto di provincia attuale) era Nocera. Il vastissimo territorio nel nord-ovest del gastaldato, probabile sede di uno sculdascio, aveva come confine, per lungo tratto, il fiume Cesano e incluso il monte Camilliano che diventò luogo importantissimo di osservazione e controllo del sottostante territorio dell'esarcato bizantino di Ravenna. I confini della diocesi di Nocera combaciarono per oltre un millennio con quelli territoriali del gastaldato e i suoi vescovi, per quasi settecento anni, furono scelti normalmente tra i membri delle famiglie nobili di origine longobarda del suo territorio.
I passi di transito tra l'Esarcato e il Ducato erano vigilati da norme rigorosissime emanate dal re Rachis che affermavano: "13. abbiamo provveduto a stabilire questo, che i nostri confini, con la tutela di Cristo, debbono essere ordinati e custoditi in modo tale che i nemici nostri e della nostra stirpe... non possano entrare attraverso di essi senza un contrassegno o una lettera del re... e quando giungano ai nostri valichi di confine, per entrare dei pellegrini che desiderano di andare a Roma, si deve chiedere loro scrupolosamente di dove sono e se vengono senza malizia. Il giudice o la guardia del valico di confine faccia un diploma, metta delle cera e il suo sigillo, se non fa questo, il suo sangue sia messo in pericolo e i suoi beni confiscati".
I valichi individuati nei pressi di Monte Sant'Angelo erano: uno prossimo al fontanone a tre archi prima dell'attuale Arcevia; un altro alla famosa "fonte dei tre vescovi" (Senigallia-Fossombrone-Nocera) sotto l'eremo di San Cristoforo nella Valle Orsaria, a poche centinaia di metri dall'odierna località Palazzo di Arcevia; il terzo nei pressi del ponte di Caudino non lontano dall'antichissima chiesa di San Vittorino (detta attualmente "di Sant'Anna"), che dipenderà poi dall'abbazia di San Benedetto di Gualdo.
In cima al Monte Camilliano data la sua importanza strategica e militare, i Longobardi costruirono un fortilizio e un oratorio dedicandolo al santo caro a quel popolo di guerrieri, San Michele, che popolarmente fu chiamato semplicemente "Sant'Angelo". Dopo la vittoriosa battaglia di Siponto (Manfredonia) contro i Saraceni (8 maggio 663) a lui dedicarono molte e le più belle chiese; lo effigiarono sugli scudi, sugli stendardi e sulle monete. I re Longobardi a Pavia erano incoronati nella cappella reale a lui dedicata.
La montagna da quei tempi lontani sarà oramai "Monte Sant'Angelo", e nella documentazione latina della Curia Romana diventò "ecclesia  et monasterium S. Angeli de Monte, Nucerinae Dioecesis".

## Il monastero di Monte Sant'Angelo
Sconfitto nel 774 da Carlo Magno re dei Franchi, l'ultimo re dei Longobardi Desiderio, tanto il Ducato di Spoleto che l'Esarcato di Ravenna furono donati al Papa, pur rimanendo enti autonomi. Il fortilizio in cima al monte non avendo più particolare importanza come luogo di confine, probabilmente nei secoli IX-X, con il beneplacito dei nobili del luogo, fu trasformato in monastero e i monaci seguirono la regola di San Benedetto.
Gli ambienti furono adattati e ingranditi, dovendo contenere la chiesa per la preghiera, un refettorio, una sala del capitolo, una biblioteca, dormitori, magazzini per i viveri e stalle per il bestiame. La torre di guardia, visibile ancora sulle carte arceviesi alla fine del XVI secolo, diventò il campanile della chiesa.
Fu dotato di molte proprietà che tra boschi e campi si aggiravano intorno ai 500 ettari, situate per la maggior parte nel territorio circostante di Arcevia, Sassoferrato e in quello di Cagli e Corinaldo. Le chiese dipendenti da Sant'Angelo in vari luoghi e officiate dai monaci, erano una quindicina; due (San Giovanni e San Giacomo de Turre rupta) situate nei terreni donati dai monaci di Sant'Angelo per edificare Rocca Contrada, erano dentro le mura della nuova città.
Nel 1173 vivevano nel monastero 13 religiosi. Alla morte dell'abate i monaci eleggevano il successore che veniva confermato dal vescovo di Nocera fino al 1363, ma in quell'anno, il papa avignonese Urbano V, riservò la nomina alla sede apostolica che veniva concessa solo dopo aver versato, come tassa, la somma di 33, 1/3 fiorini.
I monaci attendevano alla preghiera liturgica cantata, alla trascrizione dei codici antichi, al lavoro dei campi e all'allevamento del bestiame. Non sappiamo se l'attuale chiesa, che nel 1573 aveva sull'altare un'antica icona di San Michele, sia stata la cripta di una chiesa superiore più vasta di circa 25 metri di lunghezza: il sito lo avrebbe permesso. L'icona di San Michele annerita dagli anni venne fatta rimuovere dal Visitatore Apostolico e, pochi anni dopo, fu sostituita dalla bellissima statua lignea dello Scaglia, conservata ora nella Collegiata di San Medardo in Arcevia.
 musica- monte camiliano inno (immagini)
Sancte Michaël Arcangele defende nos in proelio,

Sancte Michaël Arcangele ora pro nobis.

San Michele Arcangelo aiutaci nelle difficoltà,

San Michele Arcangelo prega per noi.
Le feste dell'Arcangelo venivano celebrate l'8 maggio e il 29 settembre. Quella di maggio era la più solenne: si celebravano 10 messe di cui una in canto gregoriano. Salendo processionalmente in quel giorno, gli abitanti di Costa offrivano un cero di 3 libbre di cera rossa, e anche un altro di una libbra di cera bianca come gli abitanti di Montefortino e San Giorgio. Si è conservato ancora un antico corale che i pii pellegrini cantavano in onore di san Michele, dirigendosi verso l'alpestre santuario a lui dedicato.
Durante i secoli sono documentate richieste fatte al Papa di vendere terreni per il restauro del monastero. Nel 1717 il vescovo di Nocera Alessandro Borgia, in visita pastorale, lo trovò sepolto sotto le sue rovine; ora di esso non è rimasta più traccia. I monaci restarono fino alla metà del XV secolo, in quegli anni fu dato in commenda, la biblioteca e l'archivio furono dispersi.
I Cardinali e i Prelati commendatari, normalmente lontani, si servivano delle rendite del cenobio a loro esclusivo vantaggio, trascurando i pochi monaci rimasti e gli edifici. Uno degli ultimi che ebbe il titolo di abate commendatario fu Francesco, prelato della nobile famiglia dei Tarughi di Arcevia, vissuto intorno alla metà dell'Ottocento. I sacerdoti diocesani continuarono ad officiare le chiese. Il parroco di Costa, fino al 1900, ebbe il titolo di "Vicario Perpetuo di Santa Maria in Camiliano". I beni rimasti al momento dell'Unità d'Italia, furono venduti dal Demanio nel 1861 a privati, lasciando 40 ettari nella zona archeologica di Civitalba come dotazione della parrocchia di Costa, a cui i parroci davano questa singolare definizione giuridica: "le parrocchie di Sant' Angelo, di Santo Stefano e di Santa Croce, unite insieme, formano la parrocchia di Santa  Maria di Costa".
La chiesa di Sant'Angelo sul Monte Sant'Angelo, già Abbazia di San Michele Arcangelo, ultimamente ben restaurata per munificenza della famiglia Alfonso Ciarmatori, tanto cara agli abitanti di Arcevia e del vasto territorio circostante, luogo di incontro e di preghiera anche per la Polizia di Stato della provincia di Ancona, è tornata ad essere centro propulsore di pace e fraternità in cui si proclama ancora il motto benedettino "ora et labora".